# مریدیان، شهرستان لوگان، اکلاهما
مریدیان(به انگلیسی: Meridian) شهری در شهرستان لوگان در ایالت اکلاهما کشور ایالات متحده آمریکا است که جمعیت آن در سرشماری سال ۲۰۱۰ میلادی، ۳۸ نفر بوده‌است.